# Il pittore Tommasi che dipinge
Il pittore Tommasi che dipinge  è un dipinto del macchiaiolo Silvestro Lega.
L'opera è tra i dipinti più importanti e significativi del maestro macchiaiolo ed è pubblicata
in vari cataloghi ufficiali di mostre nazionali ed internazionali.
Il quadro è stato dipinto dal Lega durante il periodo  trascorso a Bellariva, dove infatti la scena raffigurata rappresenta un'immagine della quotidianità vissuta dal maestro macchiaiolo in compagnia del pittore Lodovico Tommasi, suo allievo.
Un'eccezionale particolarità di questo quadro è che sul telaietto posto sul retro vi è scritto: “Il sottoscritto dichiara che questo dipinto è opera del defunto pittore Silvestro Lega fatto nel mio giardino a Bellariva in mia presenza” – L.Tommasi.
Di nuovo, sul retro del quadro vi è scritta un'ulteriore autentica: “È opera bellissima di Silvestro Lega - M. Borgiotti, Milano 9/12/64